# Вакханки

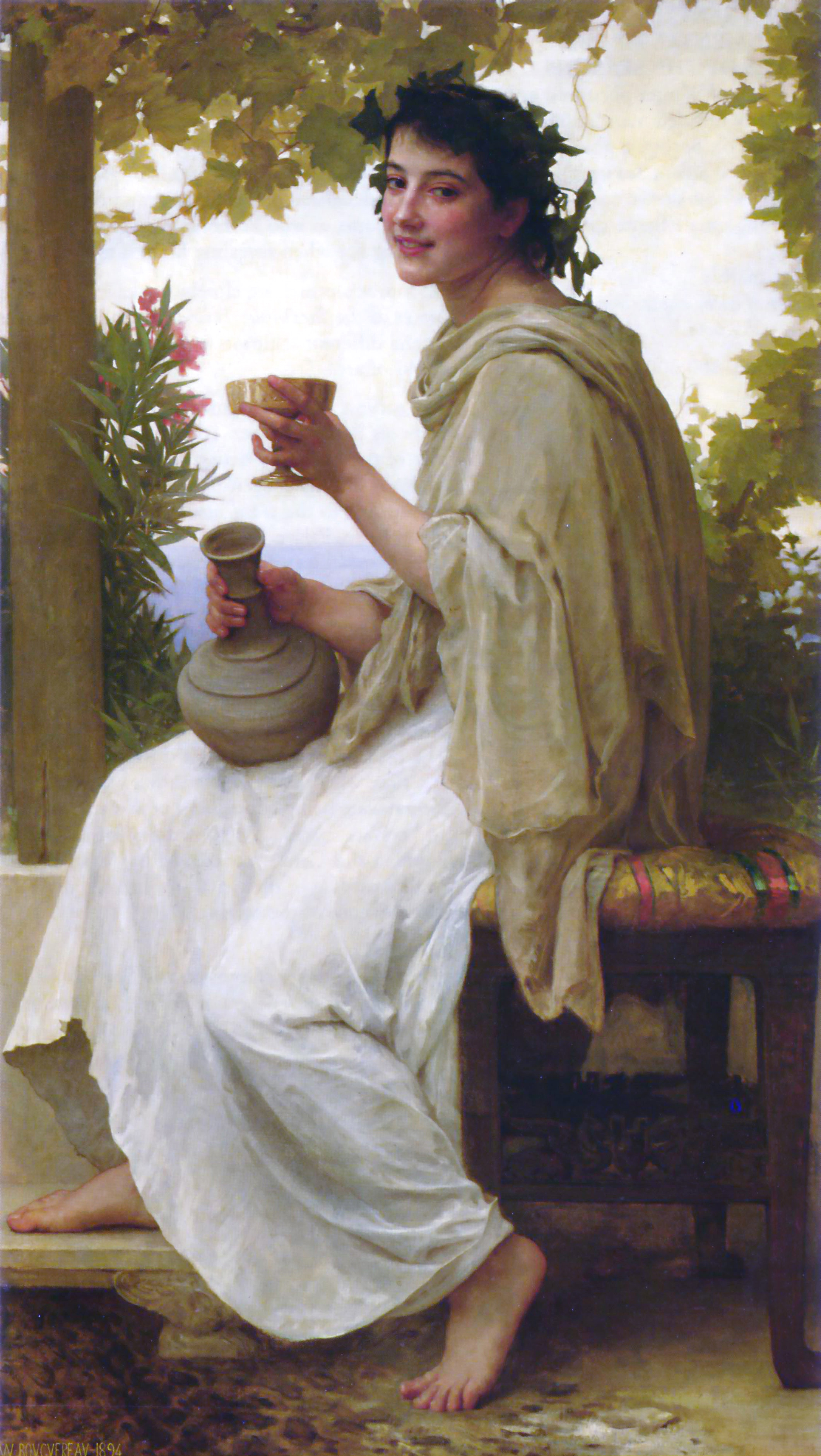
В. Бугро.Вакханка. 1894. Холст, масло. Частное собрание

Мена́ды (др.-греч. Μαινάδες «безумствующие», «неистовствующие») — в древнегреческой мифологии спутницы и почитательницы Диониса. По одному из его греческих имен — Вакх (от которого пошёл и римский эквивалент — Бахус) — они назывались вакханками, также бассаридами — по одному из эпитетов Диониса — «Бассарей» (см. также Бассара), фиадами, мималлонами (см. далее).
Менады растерзали легендарного Орфея.

## Описание
Слово менада упомянуто в гомеровской «Илиаде» (XXII 460) как сравнение для описания поведения Андромахи. «Менадой Геры» Эсхил называет Ио.
Их насчитывали около трёхсот. По интерпретации, у вакханок в войске Диониса копья замаскированы под тирсы.
Название «Вакханки» носили трагедии Эсхила, Софокла, Еврипида, Иофонта, Ксенокла Старшего, Клеофонта, неизвестного автора, Акция (об их сюжете см. Пенфей).
Фиады («неистовые», лат. Тийяды) — одно из названий вакханок, участвовавших в оргиях, проходивших на горе Парнас и посвящённых Дионису. Вакханки, участницы фиаса (шествия за Дионисом), получили имя от нимфы Фии. Согласно Павсанию, это женщины из Аттики, раз в два года отправляющиеся на Парнас и с женщинами из Дельф совершающие оргии Диониса. Они изображены на фронтоне храма в Дельфах. Фия — название ежегодного праздника в честь Диониса в Элиде.
Мималлоны (Мималлона) — некие персонажи, связанные со служением Дионису; то же, что вакханки. «Мималлон из Клароса» — пророк.
Небрида (греч.), шкура молодого оленя, которую носили вакханки во время празднеств в честь Диониса и жрецы Деметры во время Элевсинских мистерий.
Меналиды — имя вакханок.
- Дирка. Жена царя Фив Лика. Вакханка (по Еврипиду).
- Гелика. Вакханка, участница индийского похода. Убита Эрембеем[14].
- Гигарто. Одна из вакханок, терзала Ликурга[15]. Убита Морреем[16].
- Еврипила. Вакханка, участница индийского похода. Убита Морреем[17].
- Ино. Вакханка[18]. Вскормила Вакха[19].
- Ирафиота (Эйрафиота). Вакханка, терзала Ликурга[20].
- Меликтена (Меликтайна). Вакханка. Убита Морреем[21].
- Протоя. Одна из вакханок[22].
- Соя (Сойя). Вакханка. Убита Морреем[17].
- Стеропа. Вакханка. Убита Морреем[17].
- Стесихора. Вакханка, участница индийского похода[23].
- Терпсихора. Вакханка[24].
- Тригия. Вакханка, старуха[25].
- Феопа. Кормилица Диониса. Вакханка, терзала Ликурга[26].
- Флио (Флейо). Вакханка, терзала Ликурга[27].
- Халкомеда (Халкомедейя). Вакханка, в неё влюблен Моррей. Бежала от Моррея[28].
- Харопа (Харопейя). Вакханка, участница индийского похода. Убила Коллета[29].
- Хрисомеда. Ласкательное имя Халкомеды[30].
- Энанта (Ойнанта, «виноцветная»). Одна из вакханок[31].
- Эрифа. Вакханка, терзала Ликурга[20].

В одежде из лисьих шкур, спутницы Диониса. Составляли хор в трагедии Эсхила «Бассариды», где разрывали Орфея.
- Акрета (Акрата)[32].
- Бреуса (Бриуса)[33].
- Гарпа (Харпа)[32].
- Евпетала (Эвпетала, «прекраснолистная»)[34]. Одна из нянек Диониса[35].
- Иона[36].
- Калика[33].
- Каллихора[36].
- Ликаста[31].
- Мета[32].
- Мирто[37].
- Окифоя[38].
- Рода[39].
- Силена[39].
- Стафила[40]. Убита Морреем[16].
- Эгла[36].
- Эревто[39].

## Галерея

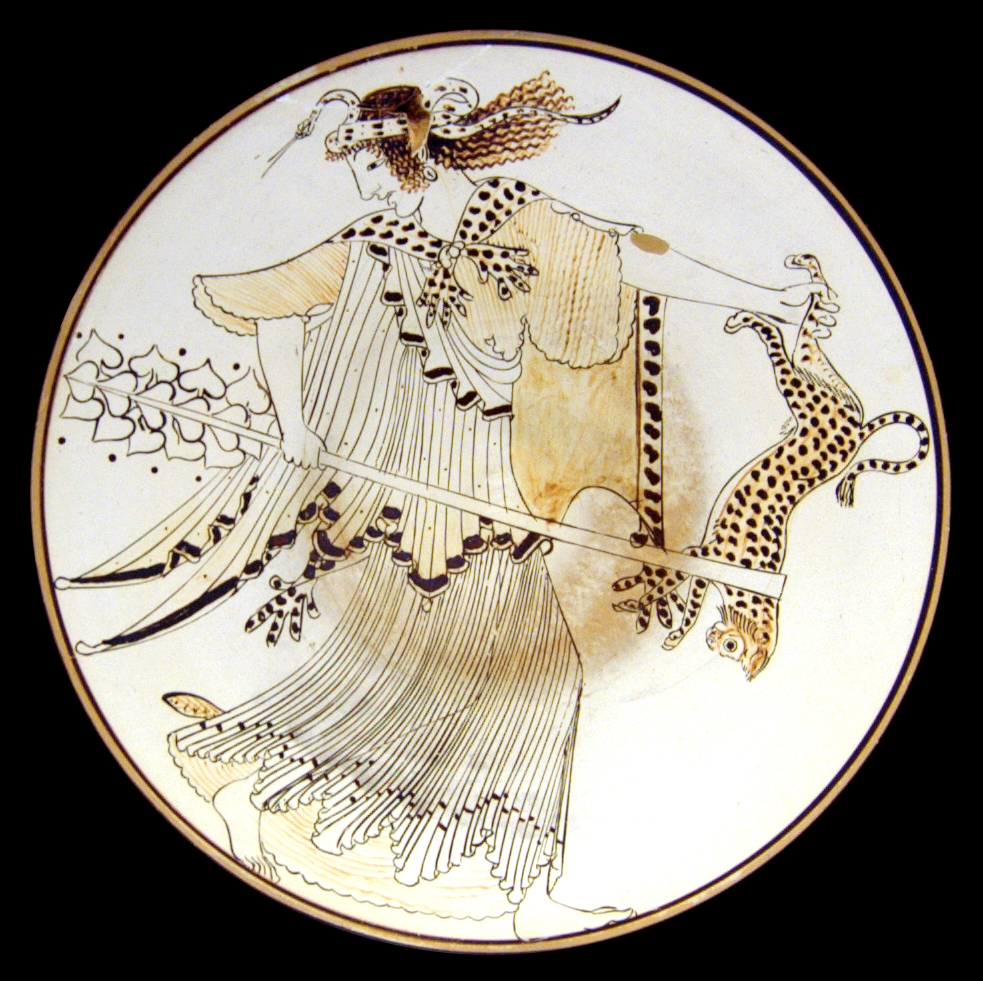
Бегущая менада с тирсом в одной руке и пантерой в другой; античный килик, выполненный в стиле вазописи по белому фону.
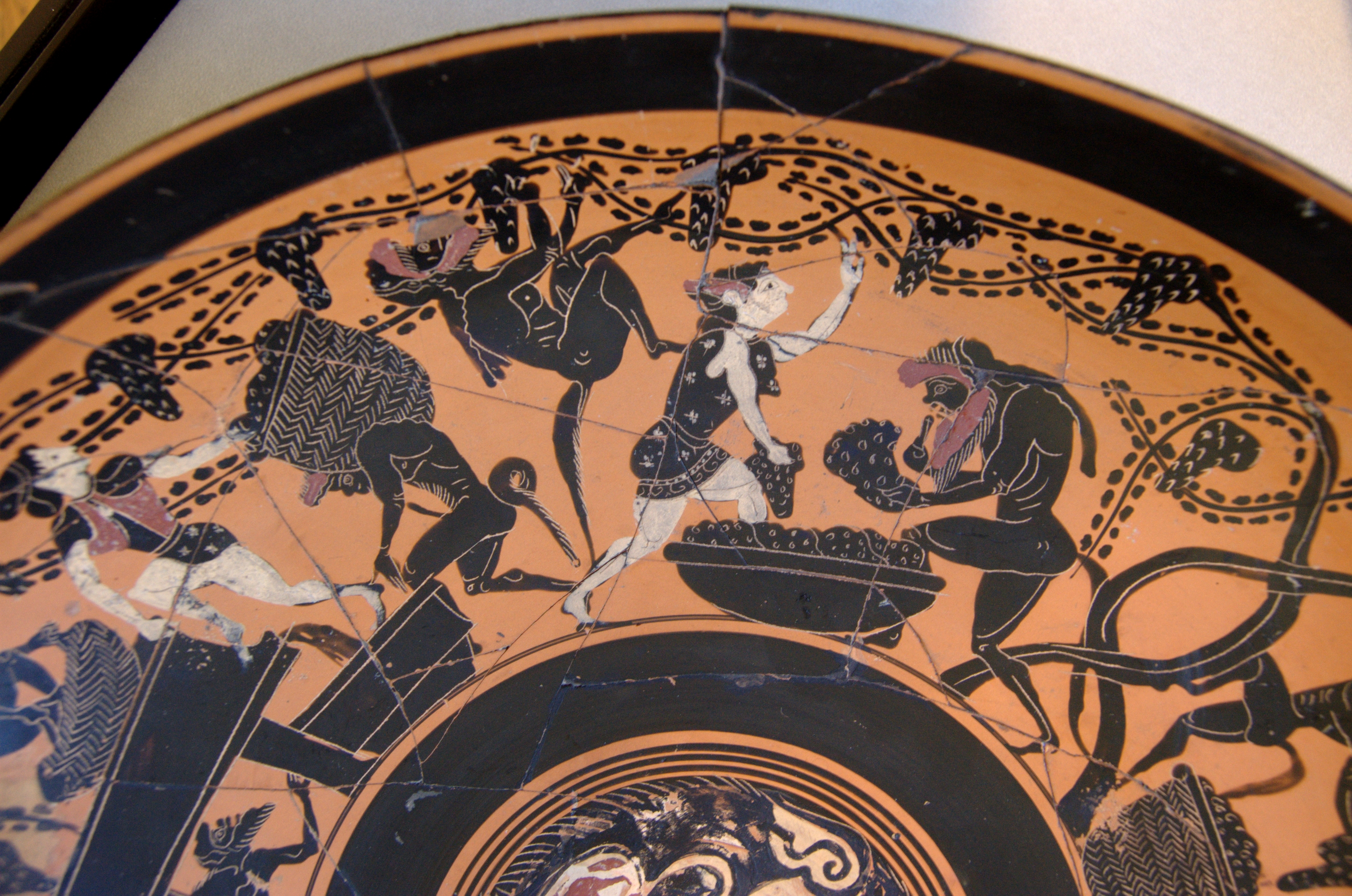
Сбор урожая сатирами и менадами (VI в. до н. э.)
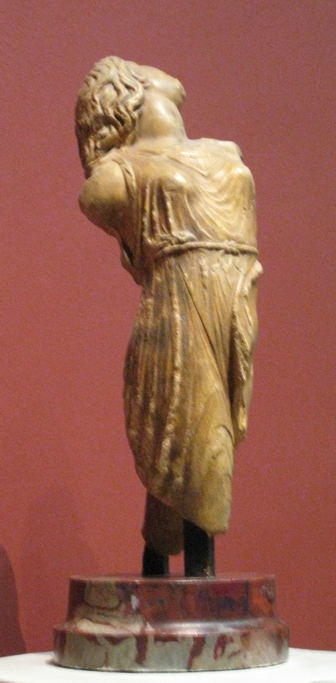
Скопас, «Танцующая менада»
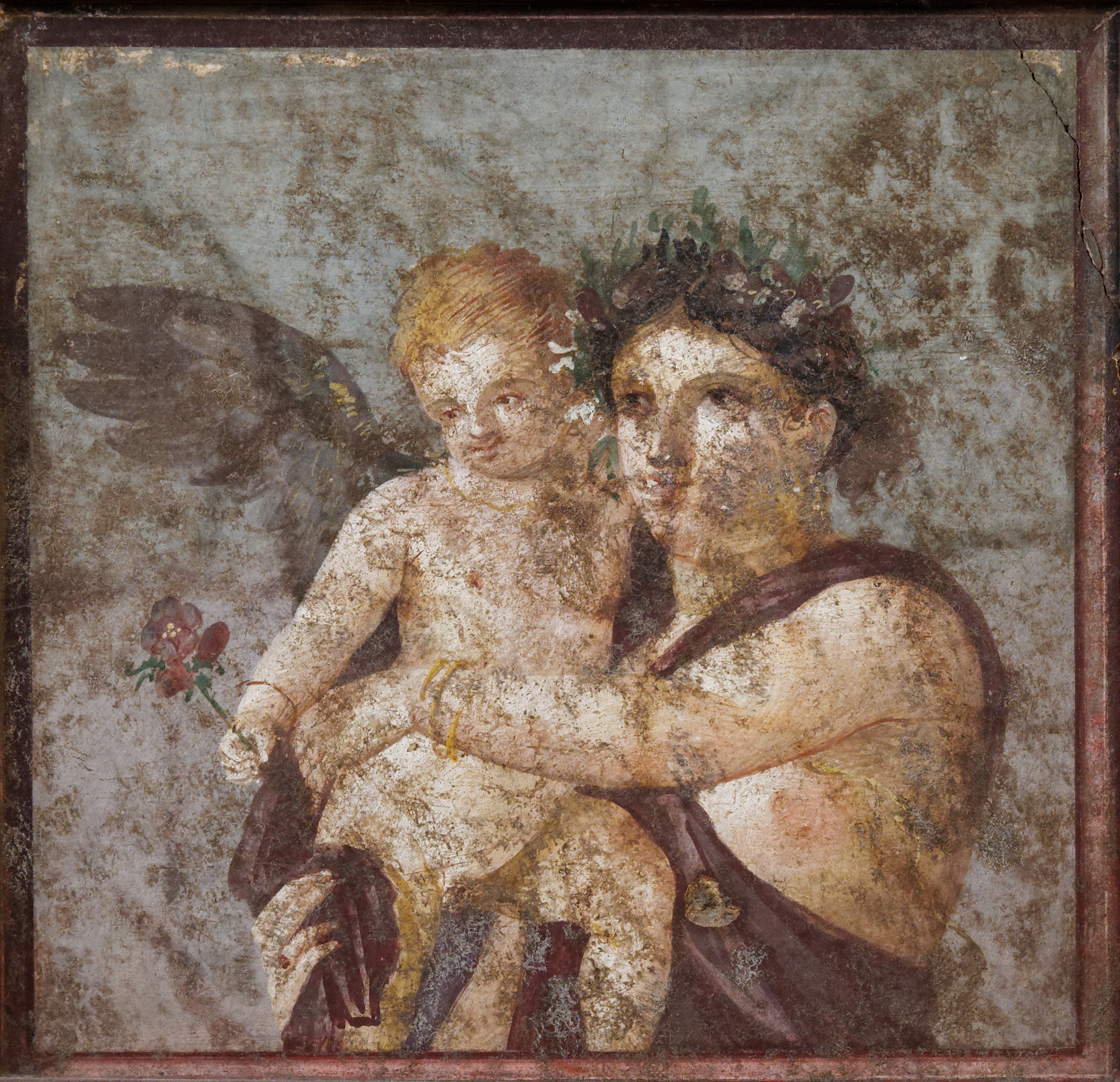
Менада и Купидон, фреска из Помпей.
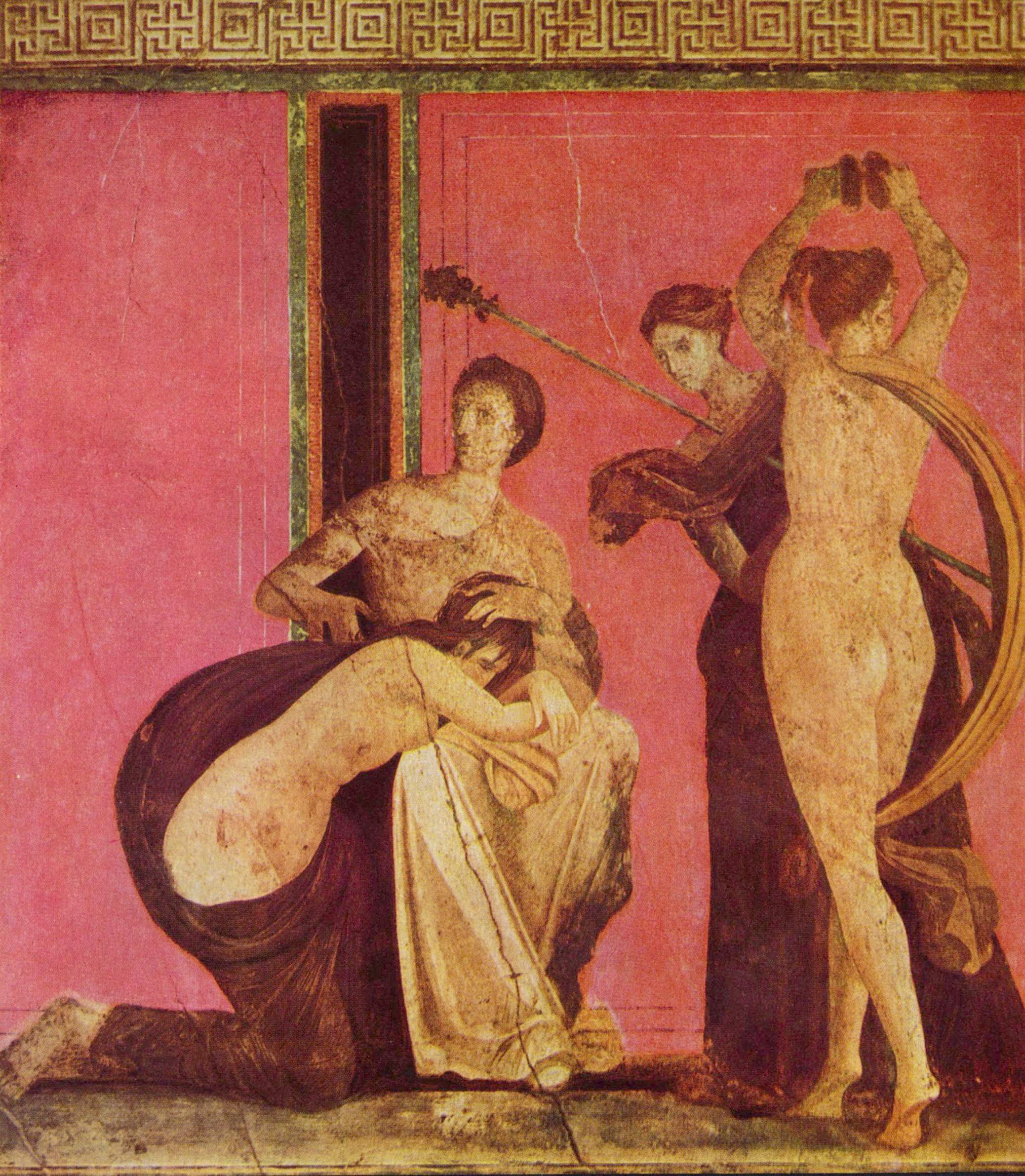
Фреска из Помпей.
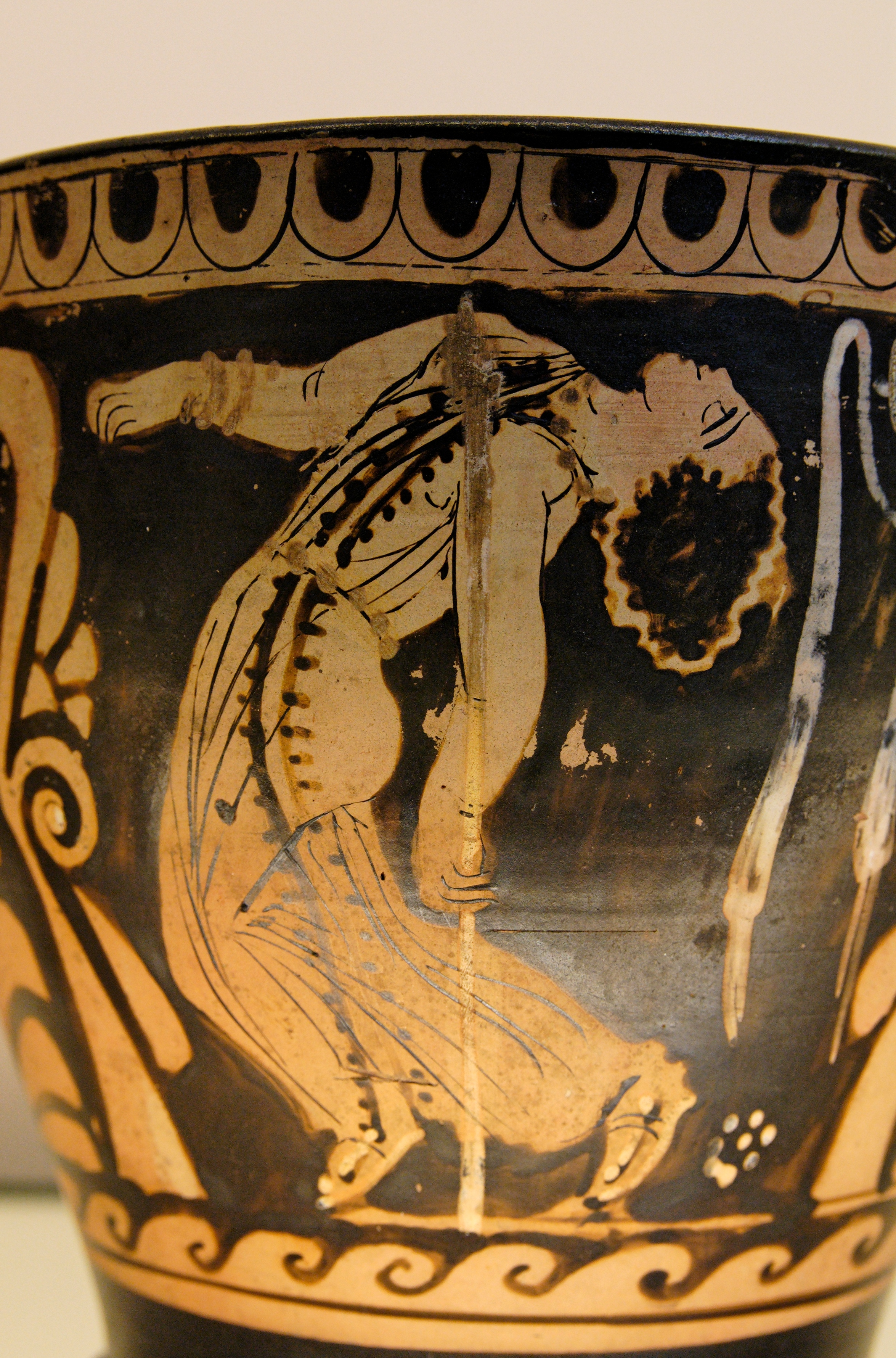
Танцующая менада
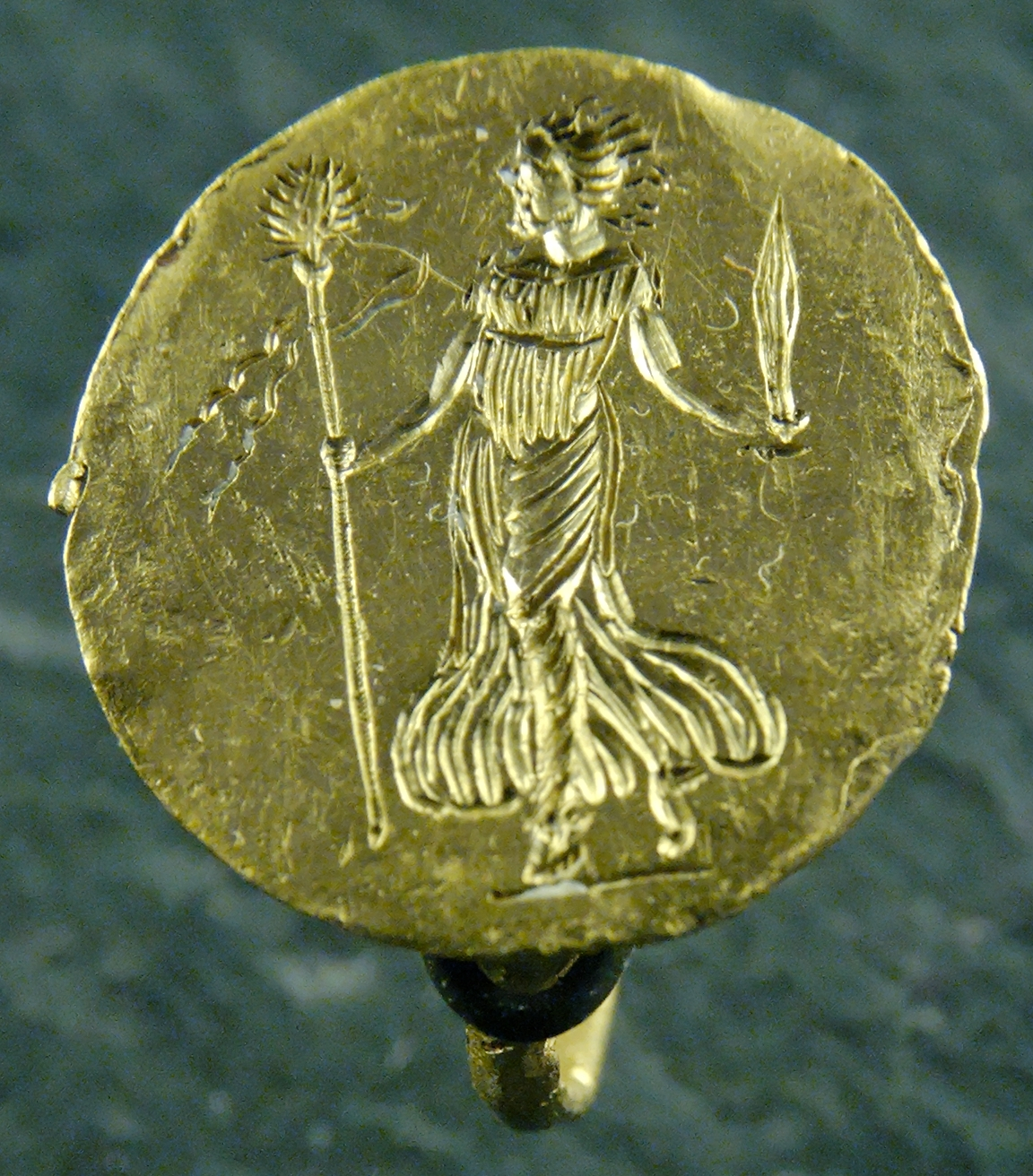
Кольцо с изображением менады. Греция, III-II века до н. э.
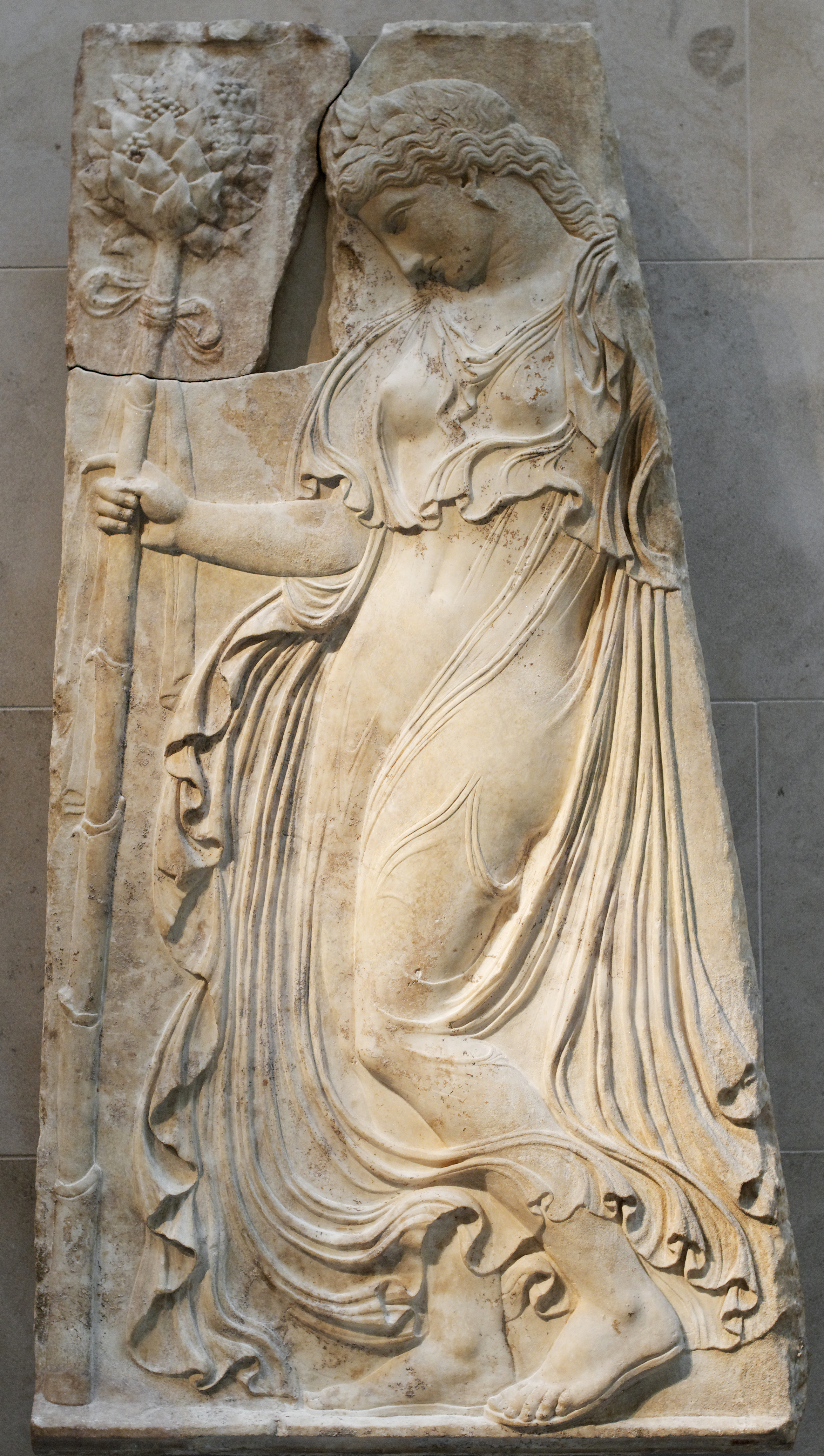
Римская копия Танцующей Менады с греческого оригинала, приписываемого Каллимаху около 425-400 гг. до н. э., в Метрополитен-музее
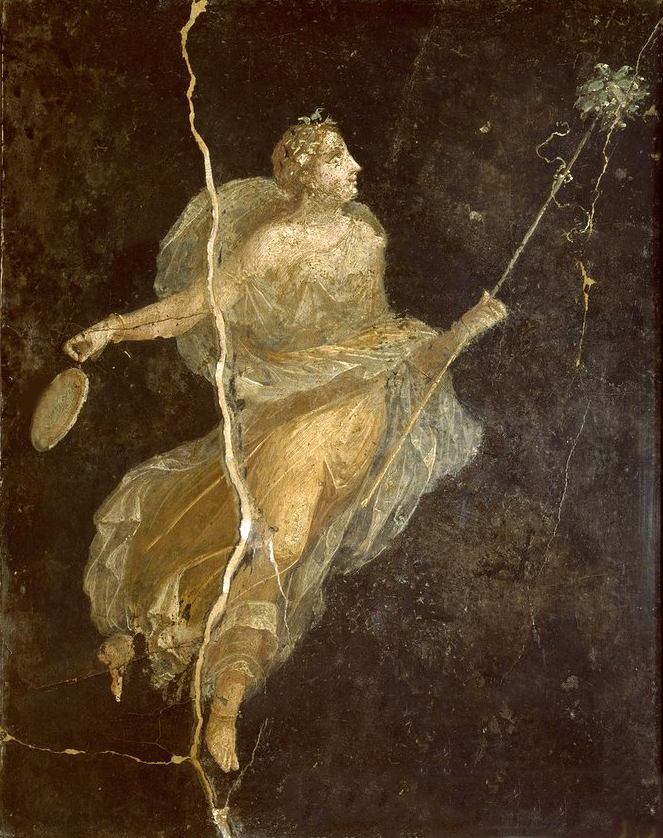
Римская фреска из Помпей, изображающая менаду в шёлковом платье, I век н. э.
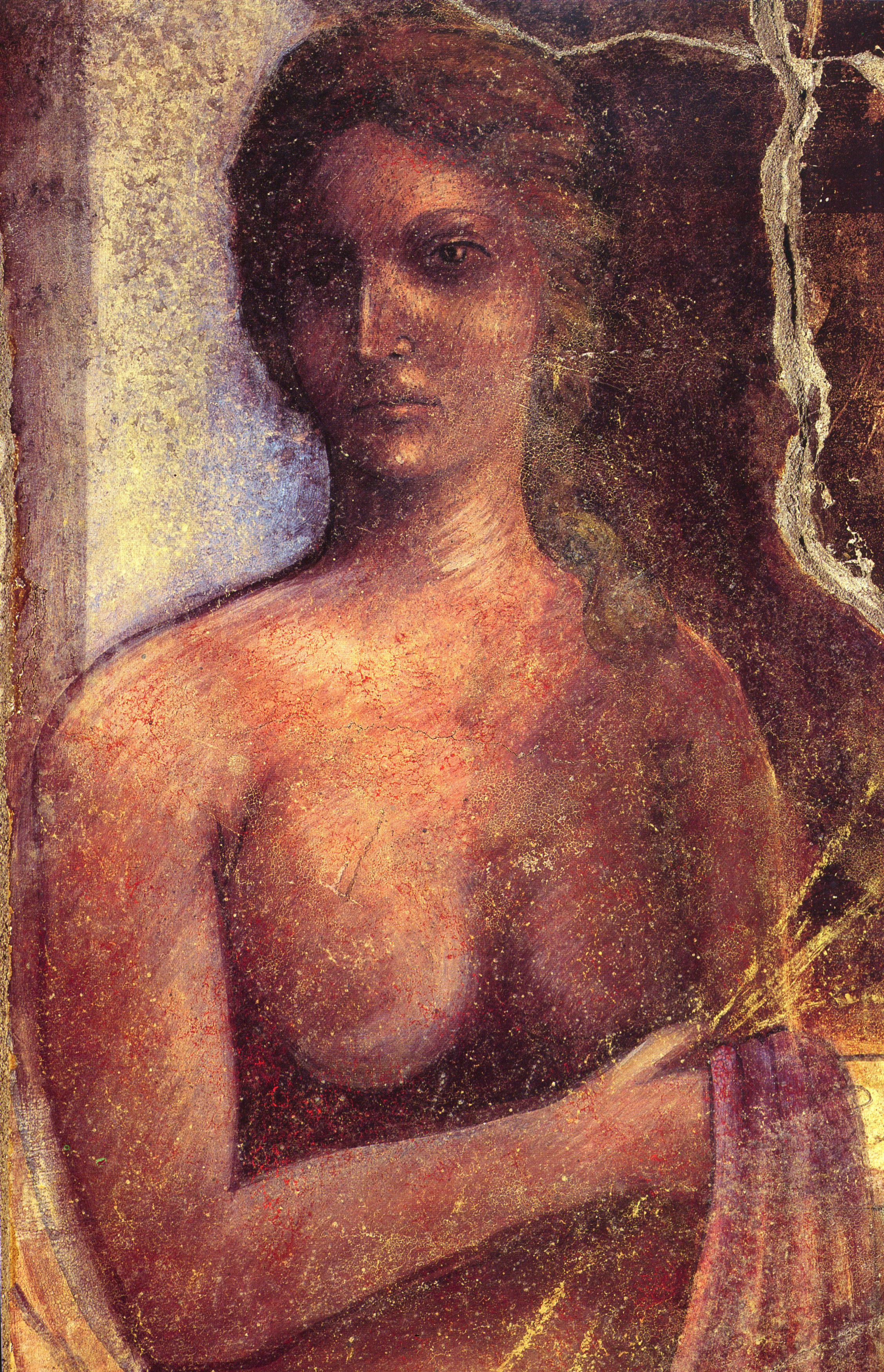
Римская фреска менады из Каса дель Криптопортико в Помпеях.